# 未来の地図
『未来の地図』（みらい-ちず）は、2005年2月2日にコロムビアミュージックエンタテインメントよりリリースされたMiの1枚目のシングル。初回盤と通常盤の2形態で発売。

## 解説
『未来の地図』はフジテレビジョン系列「あいのり」主題歌（2004年10月 - 2005年9月）。
同番組の主題歌は、過去5作品すべてがオリコンシングルチャートで初登場1位を獲得しており、V6達成となるかと注目された。結果、初登場3位で連続1位の記録は途切れたが、女性グループのデビュー作が初登場でトップ3入りしたのは当時史上初となった。共同楽曲提供はシンガーソングライターのYukke。
C/W「アイシテル」「Sugar」はアルバム未収録。

## 収録曲
1. 未来の地図
作詞：Mi・H
作曲：Mi・G
編曲：G・TATSUKI
2. アイシテル
作詞：Maika
作曲：Mi・T
編曲：TATSUKI・Michitaro
3. Sugar
作詞：Maika
作曲・編曲：Mi・M
4. 未来の地図(Instrumental)

## カバー
未来の地図
- 双海真美（下田麻美） - 2012年発売のアルバム『THE IDOLM@STER ANIM@TION MASTER 生っすかSPECIAL 04』に収録。